# 龍澤寺 (あわら市)
龍澤寺（りゅうたくじ）は、福井県あわら市（旧坂井郡金津町）にある曹洞宗の寺院。山号は平田山。本尊は土仏観世音菩薩。

## 沿革
永徳2年（1382年）に一帯を支配していた小布施義氏が梅山聞本禅師を迎えて創立。梅山聞本は本尊に土仏観世音菩薩を安置した。
梅山聞本は龍澤寺を曹洞宗総持寺派の北陸の根本道場とし、各地から多くの修行僧が集まった。近世初期には越前に竜雲寺（あわら市）など末寺八か寺を有し、加えて尾張・三河・遠江・越後に数多くの末寺・孫末寺を有していた。江戸時代には越前三十三か所観音の第九番札所となっていた。
朝倉氏の保護を受け栄えたが、天正3年(1575年)、織田信長の一向一揆討伐の際に門前村もろとも焼失した。その後、柴田勝家の命を受けて復興される。
梅山聞本の忌日に因み毎年9月6日、7日には開山忌が催され、本尊の開帳が行なわれる。

## 庭園
庭園は、桃山時代から江戸時代初期の様式の枯山水廻遊式林泉庭園と、江戸時代末期につくられたと推定される蓮池を中心とした庭園の二つの庭園が組み合わされており、あわら市指定名勝となっている。枯山水の奥に梅山聞本の廟所がある。

## リンク
- あわら市観光協会
- あわら市郷土歴史資料館 龍澤寺庭園